# Eupithecia peyerimhoffata
Eupithecia peyerimhoffata là một loài bướm đêm trong họ Geometridae.